# Margaret Woodrow Wilson

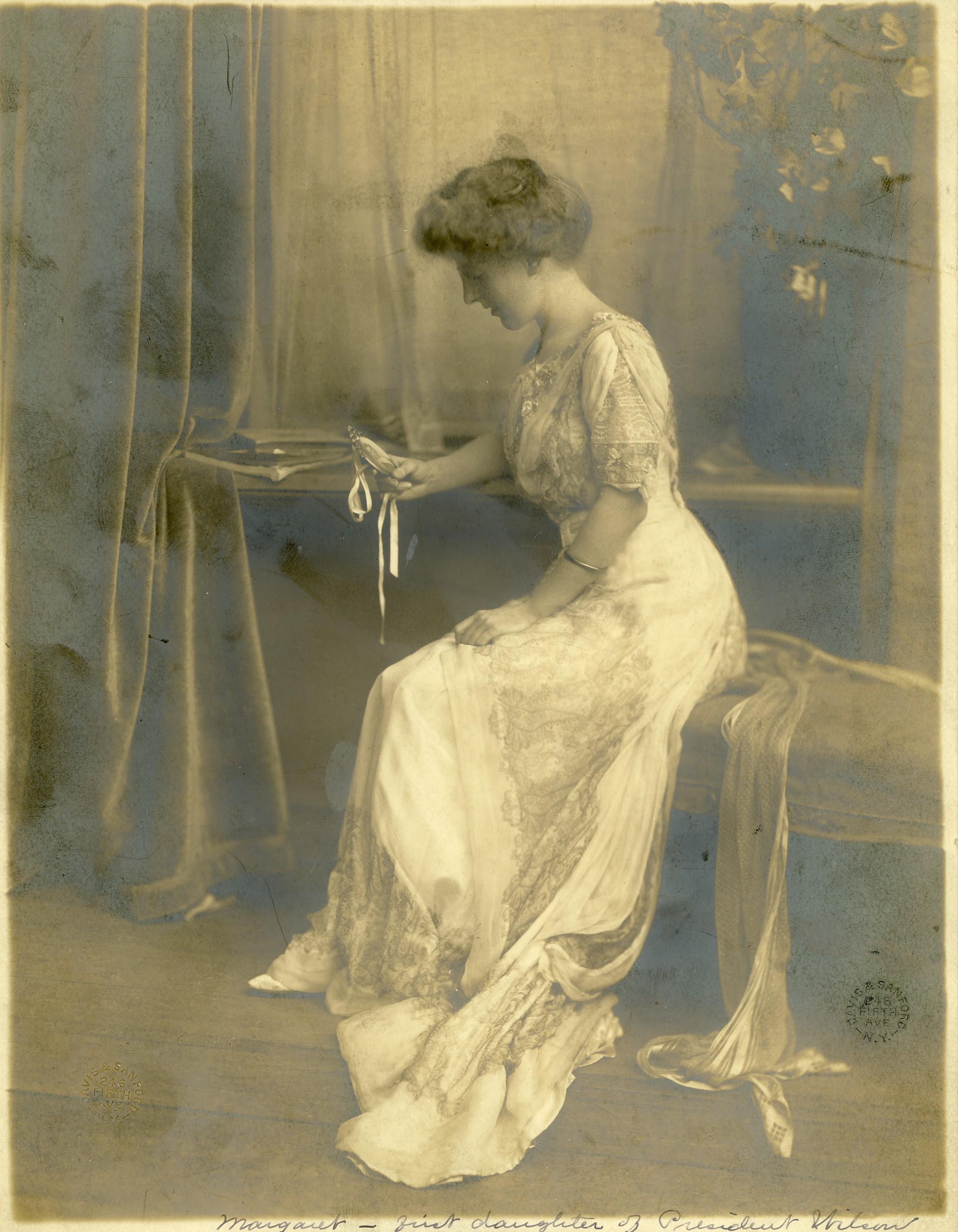
Margaret Woodrow Wilson

Margaret Woodrow Wilson (* 16. April 1886 in Gainesville, Georgia; † 12. Februar 1944 in Puducherry, Indien) war das älteste Kind des US-amerikanischen Politikers Woodrow Wilson und seiner ersten Ehefrau Ellen. Nachdem ihr Vater 1913 zum 28. Präsidenten der Vereinigten Staaten gewählt worden war, fungierte sie nach dem Tod ihrer Mutter am 6. August 1914 bis zur Wiederheirat ihres Vaters mit Edith Wilson am 18. Dezember 1915 als First Lady der Vereinigten Staaten.
Margaret Woodrow Wilson hatte zwei jüngere Schwestern, Jessie (1887–1933) und Eleanor (1889–1967). Ab 1938 lebte Margaret Woodrow Wilson im Sri Aurobindo Ashram im indischen Puducherry, wo sie 1944 im Alter von 57 Jahren an den Folgen einer Urämie starb.
In der Filmbiografie Wilson (1944) wurde sie von Ruth Ford verkörpert.